# Kongo (plemię)

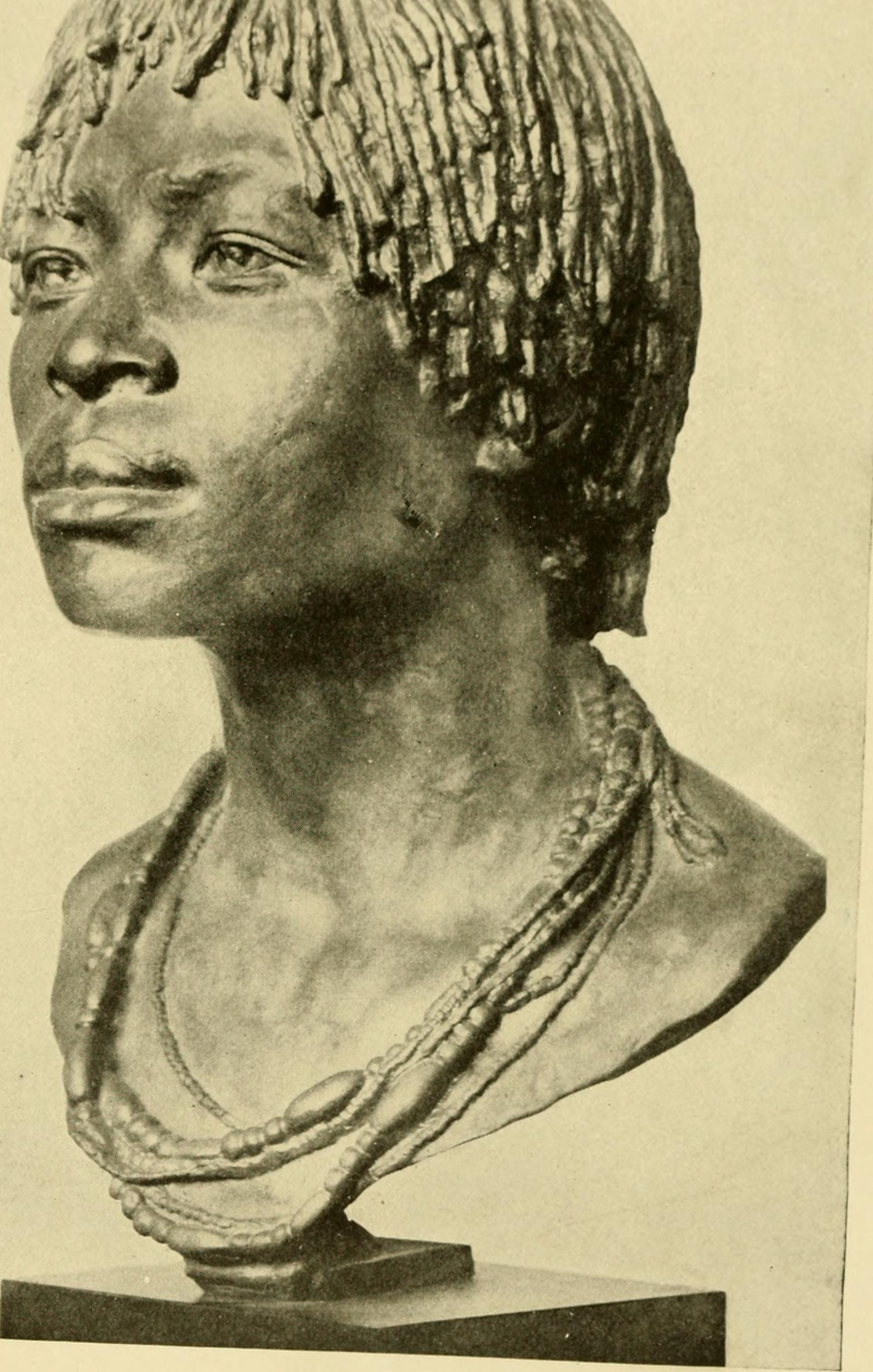
Popiersie kobiety z plemienia Kongo (1910 r.)

Kongo lub Bakongo, Wakongo, Sundi – lud afrykański z grupy Bantu, zamieszkujący ziemie wzdłuż dolnego biegu rzeki Kongo oraz nadmorskie prowincje Angoli, Demokratycznej Republiki Konga, Konga, Gabonu; około 8 milionów (lata 90. XX wieku); wierzenia tradycyjne (kult przodków, kult boga-stwórcy Nzambi Mpungu) i o charakterze synkretycznym (kimbangizm i inne); w XIV–XVIII w. zorganizowani w ramach Królestwa Konga; główne zajęcia: uprawa zbóż, myślistwo, w niektórych rejonach hodowla; dawne i bogate tradycje rzemiosła (głównie tkactwo, plecionkarstwo, garncarstwo); rozwinięta sztuka (nagrobne rzeźby kamienne, fetysze itp.); struktura rodowa oparta na poligynicznej rodzinie matrylinearnej.